# Inga și Anush
Inga și Anush Arshakyan (armeană: Ինգա և Անուշ Արշակյաններ), cunoscute și ca Surorile Arshakyan, sunt două cântărețe și compozitoare armene de folk. Ele au reprezentat  Armenia în Concursul Muzical Eurovision, calificându-se în finala concursului, terminându-l pe locul 10, cu un total de 99 de puncte.

## Biografie

### Copilaria
Anush Arshakyan s-a născut pe 24 decembrie 1980 în Erevan, Armenia. A studiat și a absolvit la școala de muzică S. Aslamazyan clasa de pian. În 1994 ea a câștigat primul loc la un concurs ce a avut loc în orașul Omsk. În această perioadă ea a început să-și promoveze activitatea de compozitor/autor. Mai târziu, creațiile sale au avut mare succes. De îndată ce a absolvit școala de muzică între anii 1997-2001, ea a intrat și la colegiul de muzică A. Babajanyan, clasa de pian. În 1999, și-a făcut debutul ca solist împreună cu Corul și Filarmonica de Stat a Armeniei(Armenia State Philharmonic Orchestra and Chorus). Din 2001 până în 2005 ea a studiat și a absolvit Conservatoriul de Stat din Erevan(Yerevan State Conservatory), clasa de vocale jazz.
Inga Arshakyan s-a născut pe 18 martie 1982 în Erevan, Armenia. Ea a absolvit de asemenea școala de muzică S. Aslamazyan și colegiul de muzică A. Babajanyan, clasa de vioară, în 1997. În paralel cu studiile sale, Inga a lucrat în ansamblul de violoniști G. Achemyan. Ea a mers în excursii prin provinciile armeniei împreună cu ansamblul. În 1998 Inga i s-a alăturat surorii sale pentru a-și promova activitățile. Nu doar duete, ci și zone în care vioara joacă un rol mare, sunt prezente în repertoriul lor. În 2002, a absolvit clasa de muzică a colegiului muzical, urmând-o pe sora sa ea intrat la Conservatoriul de Stat din Erevan(Erevan State Conservatory), clasa de vocale jazz, pe care a și absolvit-o în 2005.

## Cariera în muzică
În 2000, Inga & Anush au intrat la State Song Theatre of Armenia. Ambele au interpretat cântece naționale și etnice, cântece scrise de A. Grigoryan și Anush. Ele au cântat în multe orașe din Armenia ca soliști vocali de teatru muzical. 
În septembrie 2002 ele au plecat în America pentru un turneu de concerte cu soliști de teatru muzical. După mai multe concerte la teatrul „Alex” din Los Angeles, surorile au primit o ofertă de a apărea pe aceeași scenă în concerte solo. Piesa de teatru a plecat le Teheran, cu același program. 
În 2002 festivalul Golden Lyre 2002 le-a felicitat pe Inga & Anush pentru nominalizare Sympathy of Audience. În februarie 2003 programul concertului solo Seasons of Life a fost pregătit, producătorul fiind A. Grigoryan. Cântece etnice, naționale și moderne au fost incluse în interpretarea muzicală, de asemenea cântece acompaniate de vioară, chitară și pian. 
În martie 2003 au avut loc concerte solo ale Inga & Anush la teatrul „Alex”. În același timp primul lor album, „Menk Enk Ays Sarere”, a fost lansat. Datorită albumului Inga & Anush au primit oferte de a apărea pe scenă în New York, Toronto, Argentina și Paris. În cele din urmă, în noiembrie, au plecat de la teatru și au început să lucreze pe cont propriu.
În 2004, piesa lor folk „Tamzara” a fost anunțată ca piesa câștigătoare a concursului „Golden Lyre 2004”, de asemenea piesa câștigând premiul Tigran Naghdalyan în cadrul concursului „National Music Award” în decembrie 2005. Un videoclip pentru piesă a apărut în același an, piesa fiind inclusă mai târziu pe al doilea album al lor, „Tamzara”, ce a fost lansat în 2006. 
În urma lansării albumului, Inga & Anush au cântat și interpretat în turnee în America, Teheran, Londra, Paris, Rusia și Germania. Din 2008, Inga & Anush Arshakyan cooperează cu „SHARM Holding LLC”, care afirmă faptul că un nou album este pe drum.

### Concursul Muzical Eurovision 2009
Surorile Arshakyan au fost alese de publicul armean în 14 februarie 2009, pentru a reprezenta cu piesa „Jan Jan” țara în Concursul Muzical Eurovision 2009, ce a avut loc în Moscova, Rusia..
„Cântecul nostru pentru Eurovision este scris în genul folk, cu elemente de muzică contemporană.” - a spus Anush Arshakyan la conferința de presă de dinaintea plecării lor la Moscova. Muzica piesei este compusă de Avet Barseghyan(partea în armeană) și de Vardan Zadoyan(partea în engleză), aranjamentul fiind preparat de Ara (Murzik) Torosyan. În cuvintele ei, scopul lor este de a reprezenta muzica folk armeană într-un nou mod. „Țări mici precum Armenia ar trebui să participe întotdeauna la concursuri, precum Eurovision, pentru a-și prezenta cultura întregii lumi.” - a spus cântăreața. „Succesul în concursuri nu depinde numai de cântăreți/artiști, dar noi vom încerca să facem totul pentru a obține victoria la Moscova,” a spus Anush Arshakyan, adăugând ca vor începe imediat repetițiile.
Melodia a câștigat cu succes un loc în finala Eurovisionului pe 16 mai, câștigând de asemenea un loc printre primele 10 în finala concursului pe 12 mai. Ele au terminat în cele din urmă pe locul 10, cu un total de 92 puncte. Deși este cea mai slabă performanță a Armeniei în Eurovision, a dat țării patru clasări succesive în top 10.
În data de 18 noiembrie 2009, noul album a fost lansat, acesta având numele de Heartbeat of My Land(Menq Enq Mer Sarere), două piese primind deja și un videoclip. Acestea sunt Menq Enq Mer Sarere și Don Hay.

## Discografie

### Albume
- 2003: Menk Enk Ays Sarere
- 2006: Tamzara
- 2009: Heartbeat of My Land(Menq Enq Mer Sarere)

### Discuri single
- 2009: Jan Jan